# Broeder Laurentius
Broeder Laurentius van de Verrijzenis (geboren als Nicolas Herman) (Hériménil, 1614 - Parijs 12 februari 1691) was lekenbroeder in de Orde van de Ongeschoeide Karmelieten.
Zijn bekendheid dankt hij aan een verzameling brieven die postuum gepubliceerd werden. In deze brieven verhaalt hij over zijn spirituele ervaringen, welke volledig draaien rond de beoefening van de tegenwoordigheid van God.
François Fénelon werd sterk door deze brieven beïnvloed. Hij citeert hem in zijn Réponse à Bossuet. Hoewel men in Frankrijk Laurentius van de Verrijzenis snel vergat, vonden zijn brieven daarbuiten grote weerklank, ook in protestantse kerkgemeenschappen. Zijn werk kent heruitgaven tot op de dag van vandaag.

## Biografie

### Jeugd
Nicolas Herman werd rond 1614 geboren te Hériménil, nabij Lunéville, in het hertogdom Lotharingen, in het tegenwoordige departement Meurthe-et-Moselle.
Hij had zijn eerste mystieke ervaring op achttienjarige leeftijd, een ervaring waarvan hij de herinnering de rest van zijn leven bewaarde. De jonge Nicolas koos desalniettemin het beroep van soldaat in het leger van de hertog van Lotharingen, Karel IV van Lotharingen, die streed tegen de Franse invasie. In die periode leed Lotharingen onder de kwalijke gevolgen van de Dertigjarige Oorlog (1618-1648).
Als eenvoudig soldaat ontsnapte hij tot tweemaal toe aan de dood, maar hij werd ernstig gewond tijdens de belegering van de stad Rambervillers in 1635, waardoor hij niet langer als soldaat kon functioneren. Niet veel later verliet hij Lotharingen dat ontredderd was door hongersnood en de pest.
Nicolas besloot heremiet te worden en vertrok in het gezelschap van een edelman om zich aan dit nieuwe leven te wijden. Tot zijn eigen verwondering vond hij in dit heremietenbestaan niet de vrede en het religieuze vuur, dat hij verwacht had. Hij ruilde derhalve al snel het leven van een heremiet, voor een betrekking te Parijs als lakei bij Gaspart de Fieubet, raadsheer van de koning en kanselier van de koningin van Frankrijk.

### Intrede in de Karmel
Nicolas had een oom die reeds ingetreden was als karmeliet. Het klooster van de Ongeschoeide Karmelieten aan de Rue de Vaugirard trok hem meer en meer aan. Op zesentwintigjarige leeftijd besloot hij in te treden als lekenbroeder. Hij werd geaccepteerd. Sindsdien droeg hij de naam Laurentius van de Verrijzenis.
In 1642 legde hij zijn geloften af als lekenbroeder. Als eenvoudige lekenbroeder wijdde hij zich om de twee uur aan gebed. In deze hoedanigheid vervulde hij vijftien jaar lang de functie van kok voor de ongeveer 100 kloosterlingen en vervolgens vanwege de last van zijn been die van schoenmaker. Ook trad hij op als broeder portier en als bedelmonnik. Desalniettemin verkeerde hij geregeld buiten het klooster om lange reizen te maken tot aan Auvergne en Bourgogne om de voorraden van het klooster aan te vullen. Hij ontving regelmatig bezoek. Hierover schrijft pater Joseph de Beaufort, zijn biograaf: "De deugd van broeder Laurentius maakte hem nooit ontoegankelijk. Hij had een open houding, die vertrouwen inboezemde en waardoor men het gevoel kreeg, dat men hem alles kon vertellen en dat men in hem een vriend gevonden had ... Dat wat hij zei, was eenvoudig maar zinvol. Achter zijn ruwe uiterlijk ontdekte men een uitzonderlijke wijsheid, een vrijheid voorbij de gebruikelijke reikwijdte van een lekenbroeder, een diepgang die alles overtrof wat men verwachtte. Met zijn prettige gezicht, zijn menselijke en innemende houding, zijn eenvoudige en bescheiden manier van doen won hij het respect en de welwillendheid van allen die hem zagen"
Tegen het einde van zijn leven leed hij aan een zeer pijnlijke ischias, die hem mank deed lopen. Maar broeder Laurentius verloor nooit zijn goede humeur. Begin 1691 werd hij ziek. Na een eerste herstel werd hij snel opnieuw ziek. Zijn ziekte verslechterde zichtbaar en men bracht hem de laatste sacramenten. De getuigen vertelden dat broeder Laurentius op 12 februari 1691 overleed "met de vrede en rust van iemand die slaapt".

### Postume erkenning en invloeden
De invloed van deze eenvoudige man leverde hem veel bezoekers onder zijn tijdgenoten. De bekendste was ongetwijfeld François Fénelon, op wie broeder Laurentius diepe indruk maakte en die hem citeert in zijn Réponse à Bossuet. Een van de regelmatigste bezoekers was een zekere pater Joseph de Beaufort (vicaris-generaal van kardinaal de Noailles), die hem bijna 25 jaar lang bezocht. Hij verzamelde zijn brieven en noteerde zijn gesprekken. Zijn spiritualiteit werd zowel in Frankrijk als in het buitenland bekend door de publicatie van de "Maximes spirituelles " (spirituele stelregels) in 1692, gevolgd door "Mœurs et entretiens du frère Laurent de la Résurrection" (zeden en gesprekken van broeder Laurentius) in 1694. In 1699 en 1710 werden deze werken door Joseph de Beaufort opnieuw uitgegeven in Nederland.
Broeder Laurentius had een interreligieuze geestelijke invloed in de christelijke kerken door zijn onderricht in het beoefenen van de aanwezigheid van God, als een manier van bidden. Het onderricht door broeder Laurentius stelt alle christenen, of men leek of religieus is, in staat zich de mystiek van de plicht van de maatschappelijke positie, zoals uitgelegd door broeder Laurentius, eigen te maken.
Hoewel hij in Frankrijk vrijwel vergeten is (zijn leer werd op enig moment ten onrechte geassocieerd met het quiëtisme), zijn zijn werken vaak vertaald en herdrukt (en nog steeds) in het buitenland (met inbegrip het Amerikaanse continent), waar hij grote spirituele invloed geniet, ook onder niet-christenen. Met name de 18e-eeuwse anglicaanse predikant John Wesley (1703-1791), de grondlegger van het methodisme, beveelt de werken van broeder Laurentius sterk aan. In de 19e en 20e eeuw zien we een grote waardering voor hem in de Verenigde Staten van Amerika onder andere bij de protestantse theologen Hannah Whitall Smith (1832-1911), Thomas Kelly (1893-1941), Aiden Wilson Tozer (1897-1963) en Richard Foster (1942-).
In Duitsland werden de gedachten van broeder Laurentius allereerst door de invloedrijke gereformeerde mysticus Gerhard Tersteegen(1697-1769), die geldt als een belangrijk vertegenwoordiger van het Neder-Rijnse piëtisme, verspreid.
Hoewel er in de Orde van de Karmelieten vragen zijn gesteld over een mogelijke heiligverklaring van broeder Laurentius, is er vooralsnog te weinig over zijn leven bekend om een dergelijk proces tot een goed einde te kunnen brengen. Desalniettemin wordt hij beschouwd als een van de belangrijkste Karmelieten op het gebied van spiritualiteit.

## Spiritualiteit
Waar broeder Laurentius de theologale deugden (geloof, hoop en liefde) benadrukt en herinnert aan het onderricht van Johannes van het Kruis, onderstreept zijn manier van uitdrukken zijn bekendheid met Theresia van Avila (hierbij kan men denken aan het door haar beschreven gebed van bezinning). Zowel Johannes van het Kruis als Theresia van Avila zijn belangrijke hervormers en mystici in de Orde van de Karmelieten.
Broeder Laurentius verhaalde dat zijn eerste geestelijk ontwaken op een zeer spontane manier gebeurde, toen hij 18 jaar oud was. De aanblik van een kale boom in de winter, in combinatie met de visie van deze zelfde boom uitbottend in de lente, wekte in hem zowel een groot gevoel van onthechting en als een grote golf van liefde voor God als "persoonlijk Wezen, begrijpend en liefdevol".
Later in Carmel toen hij moeilijkheden ondervond met mediteren tijdens zijn gebed, begon hij tijdens zijn werktijd te kijken naar God, als een vriend, als een intiem aanwezig Wezen. Broeder Laurentius zei: "Ik heb mezelf de rest van de dag, ook tijdens mijn werk, zorgvuldig gewijd aan de tegenwoordigheid van God, die ik als altijd zeer nabij beschouw, vaak zelfs in de grond van mijn hart, wat me een hoge achting van God gegeven heeft." Hij beschouwt God dus als een vriend die "me liefdevol omhelst, die me te eten geeft, me met zijn eigen handen aan tafel bedient, die me de sleutels geeft van zijn schatten en me behandelt als zijn favoriet, die zich zonder onderbreking met mij bezighoudt en zich in mij verheugt op duizend manieren zonder over zijn genade te spreken." Hij ging ertoe over diezelfde techniek toe te passen tijdens het stille gebed, wat hem veel vreugde en vrede bracht.
Hij drukte het zelf als volgt uit: "God heeft niets nodig; God heeft mij uitsluitend voor Zichzelf geschapen; ik zal alles voor alles geven en zo leven, alsof er niets anders is dan God en ik, ik wil niets doen wat God mishaagt; ik wil dat alles wat ik doe, God behaagt; daarom zal ik alles wat ik doe, uit liefde voor God doen." Zo verdwenen twijfel aan zichzelf, onzekerheid en lijden, die hij ook kende.

### Oefenen van het besef van Gods tegenwoordigheid
Het grootste deel van zijn praktijk is verstoken van dogmatisme en samen te vatten in een paar woorden: te allen tijde en onder alle omstandigheden, om zich de goddelijke aanwezigheid bewust te zijn.
- "Wen je er geleidelijk aan je hart van tijd tot tijd gedurende de dag aan Hem aan te bieden, tijdens je werkzaamheden op elk gewenst moment dat je kunt."
- "De aanwezigheid van God, een beetje pijnlijk in het begin, trouw beoefend, bewerkt heimelijk in de ziel prachtige effecten, trekt overvloedige genade van de Heer en leidt haar onmerkbaar tot deze eenvoudige blik, tot deze liefdevolle blik van Gods alomtegenwoordige aanwezigheid, die de meest heilige, meest solide en meest effectieve manier van bidden is."
- "De aanwezigheid van God is, naar mijn gevoel, waar het hele geestelijke leven uit bestaat en het lijkt me dat door goed oefenen, men in korte tijd spiritueel wordt."
- "Deze zachte en liefdevolle blik van God ontbrandt onmerkbaar een goddelijk vuur in de ziel die deze vurig voor de liefde van God omarmt."
- "Ik geloof niet; maar ik zie, heb ik ervaren wat het geloof ons leert."
- "Ik heb mijn omelet in de pan omgedraaid voor de liefde van God. [We moeten] gebruik maken van alle werkzaamheden van onze positie voor de liefde van God en om Zijn aanwezigheid in ons te onderhouden."
- "Als door een onmogelijkheid je God kon liefhebben in de hel, en Hij me erheen zou willen zenden, zou ik mij er niet druk om maken, want als Hij met mij zou zijn, zou Zijn aanwezigheid het een paradijs te maken."

## Publicaties
- Conrad de Meester et Paul Guiberteau, Frère Laurent de la Résurrection: Écrits et entretiens sur la pratique de la présence de Dieu, Paris, Le Cerf, coll. « Epiphanie », 7 octobre 1991, 316 p. (ISBN 978-2204043366).
- Laurent de la Résurrection, Laurent de la Résurrection: L'expérience de la présence de Dieu, Paris, Le Seuil, coll. « Livre de vie », 1er janvier 1998, 144 p. (ISBN 978-2020307802).
- Jad Hatem, La Gloire de l'Un : Philoxène de Mabboug et Laurent de la Résurrection, Paris, L'Harmattan, septembre 2003, 98 p. (ISBN 2-7475-5129-6).
- Carmel : Frère Laurent de la Résurrection, vol. 151, Éditions du Carmel, mars 2014, 127 p. (ISBN 9782847133233).

## Trivia
- Broeder Laurentius speelt een bescheiden rol in de thriller: MacCusker & Walt Larimore, "De Blauwe Monnik", Mozaïek, november 2010, 456 p. (ISBN 9789023993636)